# Halzemich
Halzemich ist ein Ortsteil von Overath im Rheinisch-Bergischen Kreis in Nordrhein-Westfalen, Deutschland.

## Lage und Beschreibung

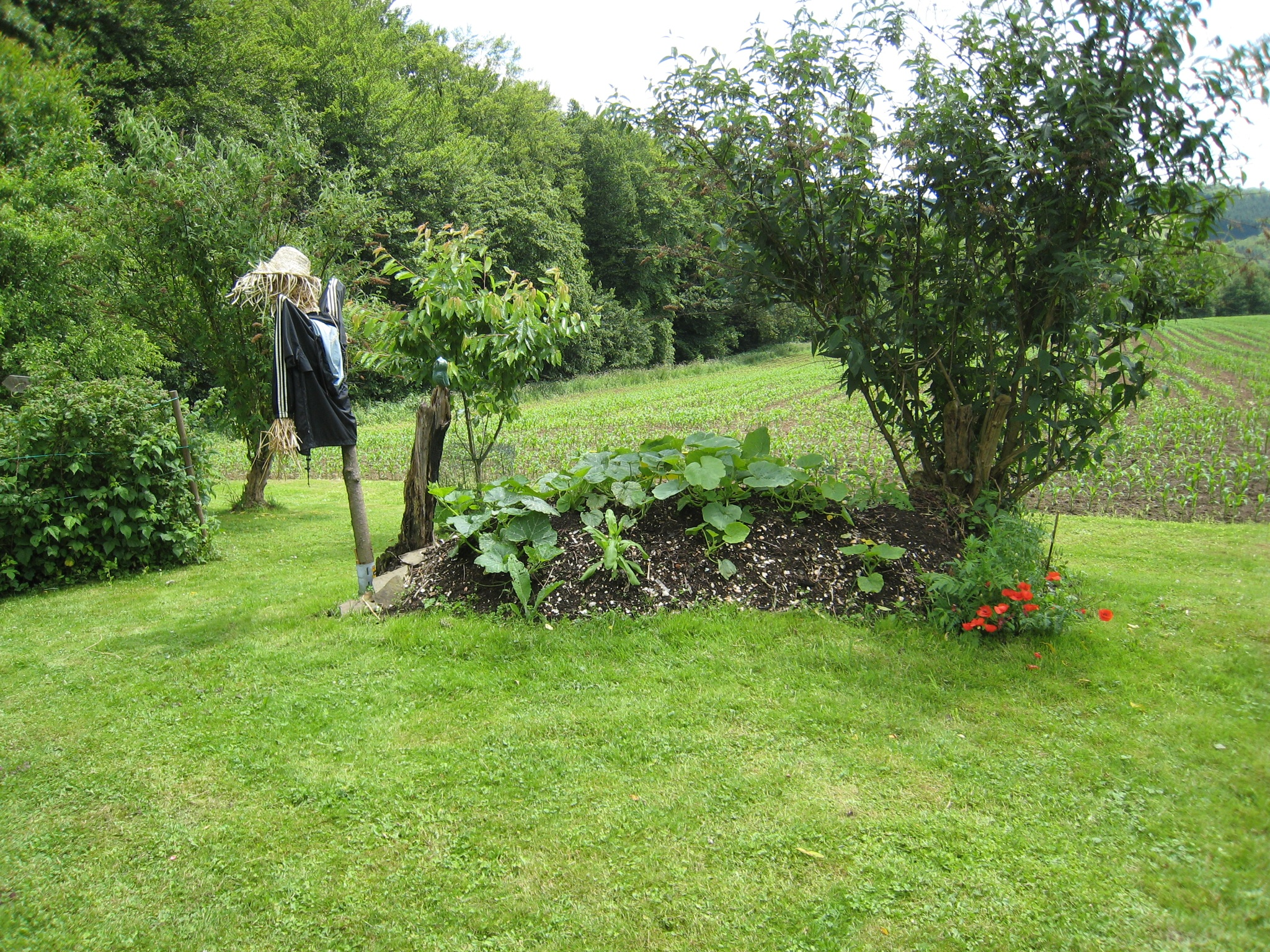
Vogelscheuche am Hügelbeet

Halzemich findet sich zwischen der Straße An der Sonne (Kreisstraße 34) und dem Naafbach, der hier die Grenze zum Rhein-Sieg-Kreis bildet. Die nächsten Ortslagen sind Blindenaaf, Büchel, Viersbrücken und Eulenthal, alles wasserreiche Gegenden, in deren Feuchtgebiete seltene Tiere und Pflanzen leben. Diese Landschaften werden naturräumlich zum Marialinder Riedelland gezählt. Weite Teile des Naafbachtals stehen überdies unter Naturschutz. Gartenbesitzer in Halzemich nehmen regelmäßig am Tag der offenen Gartentür teil, an dem besondere Gärten der Öffentlichkeit präsentiert werden. Vor allem  örtlichen Medien widmen den Treffen regelmäßig ihre Aufmerksamkeit.

## Geschichte
Eine frühe Erwähnung des Orts erfolgte unter dem Namen Halzenbach. Der Ursprungsname zählt also zu der -bach Namensgruppe. Das Bestimmungswort leitet sich möglicherweise von dem Personennamen Halzimo ab.
Die Topographia Ducatus Montani des Erich Philipp Ploennies, Blatt Amt Steinbach, belegt, dass der Wohnplatz bereits 1715 vier Hofstellen besaß, die als Halsemich beschriftet sind. Carl Friedrich von Wiebeking benennt die Hofschaft auf seiner Charte des Herzogthums Berg 1789 als Halzemich. Aus ihr geht hervor, dass der Ort zu dieser Zeit Teil der Honschaft Heiliger im Kirchspiel Overath war.
Der Ort ist auf der Topographischen Aufnahme der Rheinlande von 1817 als Halsemich verzeichnet. Die Preußische Uraufnahme von 1845 zeigt den Wohnplatz unter dem Namen Halzemich. Ab der Preußischen Neuaufnahme von 1892 ist der Ort auf Messtischblättern regelmäßig als Halzemich verzeichnet.
1822 lebten 51 Menschen im als Hof kategorisierten und als Halsemich bezeichneten Ort, der nach dem Zusammenbruch der napoleonischen Administration und deren Ablösung zur Bürgermeisterei Overath im Kreis Mülheim am Rhein gehörte. Für das Jahr 1830 werden für den als Hof und Halsemich bezeichneten Ort 57 Einwohner angegeben. Der 1845 laut der Uebersicht des Regierungs-Bezirks Cöln als Dorf kategorisierte und als Halzemich bezeichnete Ort besaß zu dieser Zeit 10 Wohngebäude mit 54 Einwohnern, alle katholischen Bekenntnisses. Die Gemeinde- und Gutbezirksstatistik der Rheinprovinz führt Halzemich 1871 mit 14 Wohnhäusern und 78 Einwohnern auf. Im Gemeindelexikon für die Provinz Rheinland von 1888 werden für Halzemich 13 Wohnhäuser mit 57 Einwohnern angegeben. 1895 besitzt der Ort neun Wohnhäuser mit 50 Einwohnern und gehörte konfessionell zum katholischen Kirchspiel Marialinden, 1905 werden zehn Wohnhäuser und 51 Einwohner angegeben.